# Ватага
Ватага е традиционно руско временно сдружение, обикновено със стопанска цел.
- Рибарски ватаги – риболовни кооперации в исторически създадени риболовни зони по Волга, Днепър, Каспийско и Черно, където преди това риболовните екипажи са оборудвали землянки, колиби за живеене, мазета с ледници и кей, платформа на кокили под покрив (сал) и друга риболовна инфраструктура. Организирането на ватаги по бреговете на Каспийско море се регулира от правилата, изложени в „Хартата на каспийската риболовна и тюленова индустрия от 27 май 1865 г.“, допълнена от правилата от 4 юни 1871 г. (Приложение към член 434 от Хартата на земеделието, Свещени закони, том XII, част 2, според изданието от 1886 г.).

- Ловни ватаги – руски ловци на кожи от самур (промишленици), обединени в групи до 15 мъже. Тези ватаги са независими една от друга, попълват се от родственици или наемници, като всички членове са с равен дял от разходите за ловната експедиция, които може да са и изцяло финансирани от търговски компании. Членовете си сътрудничат и споделят цялата необходима работа, свързана с добива на кожи – поставяне на капани, изграждане на укрепления и лагери, натрупване на зърно и дърва за огрев. Целият улов от одрани кожи се събира в общ фонд, който ватагата дели поравно помежду си, след като властта събере десятъка. От друга страна, търговско дружество предоставя на наетите ловци парите, необходими за транспорт, храна и провизии, и след като ловът приключи, работодателят получава две трети от кожите, а останалите са продадени и приходите разделени поравно между наемните работници. През лятото промишлениците създават летен лагер за запасяване на зърно и риба, а много от тях се занимават със селскостопанска работа срещу допълнителни пари. През късното лято или началото на есента ватагите създават зимен лагер и прилагат както пасивни, така и активни стратегии за лов. Пасивният подход включва поставянето на капани, докато активният подход включваше използването на ловни кучета и лъкове и стрели. Всеки член на групата поставя най-малко 10 капана и ватагите се разделят на по-малки групи от двама до трима мъже, които си сътрудничат, за да поддържат определени капани ежедневно.[2]

- Сред казаците ватагата се нарича походна маршова формация, колона, формирана при преминаване на клисури, при криене от погледа на врага и други подобни маневри. Обратното действие е наричано лава. През XV – XVI век казаци от литовска Украйна, по горното течение на Дон и около Воронеж се занимават със сезонно търсене на храна в степта на юг, обръщайки се към лов, риболов, търговия с коне и дребно земеделие. Това ги поставя в конфликт с номадизиращи татари и ги принуждава да формират въоръжени отряди (ватаги) за своите степни начинания. Тези групи скоро подемат собствено мародерство, нападение на татарски села и стада по долния Днепър и дори удари близо до Очаков (1528), принуждавайки османците да укрепят своя гарнизон там. Литовските гранични служители, палатините и старостите, започват да използват свита от наети казаци като разузнавателни патрули за преследване на татарски чамбули, защита на замъци и нападения над татари, за да могат да налагат мита върху плячката, която е върната. Граничната служба и печалбите на длъжностните лица насърчават милитаризацията на казачеството.[3]

- В игрите и юмручните битки играчите са разделени на две ватаги.
- в Курска област – стадо овце, телета или друг дребен добитък.